# Daniel Purcell
Daniel Purcell   (Londres, 1664 - Londres, 26 de novembre de 1717) fou un compositor musical anglès.
Era el fill més jove d'Henry Purcell (sènior) i el germà del gran Henry Purcell. Va ser organista del "Magdalen College", d'Oxford, de 1688 a 1695, en que va renunciar al seu nomenament per viure a Londres. El 1693 va escriure música per a "Ode per a Sant Cecília" de Thomas Yalden. El 1696 va escriure música per a la tragèdia de Mary Pix, "Ibrahim XIII", i possiblement també per a les seves "Wives espanyoles", així com per a una peça anònima titulada "Virtut descuidada, o "L'infelic conquistador". El 1696 també va compondre una òpera anomenada "Brutus d'Alba o Triomf d'Augusta" escrita per George Powell i John Verbruggen. Les cançons publicades tenen l'empremta de 1696, però la peça no es va produir fins a 1697. També va aportar cançons a "She Gallants" de Lord Lansdowne (1696) i a "The Triumphs of Virtue" (anon. 1697). A "Cynthia i Endymion" de Tom d'Urfey va contribuir a la música instrumental d'aquest darrer any, així com a la música, amb J. Clarke, de l'òpera de Settle, The Island Princess,. El 1698 va escriure cançons per a Phaeton de Charles Gildon. el fatal divorci, "L'amor de Cibber fa un home" i la curiosa alteració de Lacy de la "Doma d'una musaruga", anomenada "Sawney the Scot", a més d'odes per a l'aniversari de la princesa Anne (6 de febrer de 1697-8) i el dia de Santa Cecília, representat respectivament a Londres i Oxford.
Altres èpoques del dia de Santa Cecília van seguir en anys posteriors. Una lamentació per la mort del seu germà Enrique va ser fixada per ell per paraules de Nahum Tate abans de 1698. El 1699 la seva única obra teatral sembla la música de l'òpera de Motteux, "The Island Princess", amb J. Clarke i Leveridge. En 1700 va escriure cançons per a una peça de J. Oldmixon, anomenada "The Grove, o Love's Paradise", i va guanyar el tercer dels quatre premis oferts per "diverses persones de qualitat" (entre d'altres el comte de Halifax) per a la configuració musical del "Judici de París" de Congreve. Es van imprimir les composicions d'Eccles, guanyador del segon premi, i Purcell.
Al mateix temps, Purcell va escriure música per a "Constant Couple" de Farquhar, "Masaniello de D'Urfey", "The Pilgrim" (una revifalla de Beaumont i Fletcher, amb afegits de Dryden), "Reformed Wife" i "Careless Husband" de Burnaby". En 1701, per a la reactivació de "Les reines rivals" de Lee o "La mort d'Alexandre el Gran", Purcell va proporcionar alguns dels números. Finger havia escrit prèviament part de la música, és a dir, actes II. i IV., una simfonia per a quatre flautes, i el final a actuar Purcell va aportar cançons a "Humours of the Age" de Baker i "Unppy Penitent" de la senyora Trotter [veure Cockburn, Catharine] el mateix any. El 1702 sembla que el funeral de Steele va ser l'única obra per a la qual va escriure música. El mateix "Tender Husband" del mateix autor i "Inconstant" de Farquhar representen l'obra del compositor per al 1703; l'any següent, per a l'obertura del teatre al Haymarket construït per Vanbrugh (9 d'abril de 1705), va escriure una 'òpera' a 'Orlando Furioso' a un llibret traduït de l'italià (publicitat a la Diverting Post, 28 1704). Al març de 1706–7 va contribuir amb la música a "Beaux 'Stratagem" de Farquhar, i més tard el mateix any es va realitzar una oda de St. Cecilia de Purcell a St. Mary Hall, Oxford. Es fa referència a una màscara de Purcell, anomenada 'Orfeu i Eurídice', a 'Muses Mercury', 1707. La música també va ser escrita per Purcell per a 'Amalasont', de 'The Bath' i 'The Campaigners, de J. Hughes' Amalasont '., "Germà més jove de Motteux", i un renaixement de "Macbeth", cap de les quals va quedar lligada a les dates.
El 3 d'abril de 1712, Purcell va donar un concert a Stationers 'Hall' de música vocal i instrumental completament nova i totes les peces que es podrien interpretar amb la màxima excel·lència '(publicitat a Spectator, núm. 340, per al 31 de març de 1712). Entre les composicions instrumentals realitzades en aquesta ocasió probablement s'han trobat algunes de les sis sonates de tres parts, o les sonates per a flauta i baix, que es van publicar tots dos.Des de 1713 Purcell era organista de St. Andrew's, Holborn. L'única evidència de la seva mort es troba en un anunci al "Daily Courant", el 12 de desembre de 1717, inserit per Edward Purcell, "únic fill del famós senyor Henry Purcell", que era candidat al càrrec d'organista ". a l'habitació del seu oncle, el senyor Daniel Purcell, mort. "Després de la seva mort, van aparèixer els seus" Sis cantates per a una veu ", dues de les quals van acompanyades d'un violí. Compost després de la manera italiana '; i "els Psalmes s'emplenen per l'Organ o el Harpsicord, ja que són plaid a les esglésies". La música de Daniel Purcell està tan profundament teixida amb l'estil del seu il·lustre germà que seria extremadament difícil distingir-la de la seva pròpia evidència interna. És, naturalment, un mer reflex, sense geni creatiu; però, sens dubte, no mereix la mirada amb què es refereix Hawkins. L'historiador repeteix la tradició que Purcell era un famós punster.